# Bologna Calcio Femminile
L'Associazione Sportiva Dilettantistica Bologna Calcio Femminile, meglio nota come Bologna, è una società calcistica femminile con sede a Bologna. Nella sua storia ha vinto due scudetti nei campionati 1968 e 1969, organizzati dalla UISP.

## Storia

Bologna C.F. campione d'Italia UISP 1968. In piedi da sinistra: Sacchetti, Parrini, Morbiato, Spisani, Bonfiglioli, Mazza; accosciate da sinistra: Matteucci, Provvedi, Bonetti, Garulli, Nonni (capitano).

Il club felsineo nacque nel 1964 per iniziativa degli sportivi bolognesi Gualtiero Vecchietti, Franco Marcato e Milena Remondini.
Ricevuta in omaggio una muta di maglie dalla squadra maschile, le uniche squadre emiliane attive all'epoca, il Bologna e la Pro Loco Travo, si presentarono alla terza assemblea per la costituzione della F.I.C.F. che si tenne a Bologna a metà febbraio 1968. Alla riunione, a cui presenziarono anche i rappresentanti della UISP, la quale associazione propose a tutte le società presenti il passaggio ai loro campionati che già contavano diverse società iscritte in tutta Italia. Le opinioni non furono convergenti e nacquero perciò due campionati distinti. Il Bologna aderì alla UISP a cui si iscrissero solo cinque squadre rendendo possibili delle trasferte più limitate ed economiche rispetto ai preventivati 5-7 milioni di costi prospettati della F.I.C.F.
Quelli vinti nel 1968 e 1969 con l'UISP sono stati gli unici campionati di Serie A vinti dalle felsinee.
Dopo una stagione inattiva nel 1970 si iscrive al campionato della "Federazione di Roma" la neonata F.F.I.G.C. entrando subito nel gruppo delle squadre importanti vedendosi convocate in Nazionale il mediano Liana Sacchetti e l'ala sinistra Giovanna Nonni. L'alto costo dei campionati e delle trasferte viene risolto con la sponsorizzazione della ditta bolognese "Cebora" a cui rimane legata per due stagioni.
Guadagnatasi la permanenza in Serie A nel 1972, gli sponsor arrivarono e passarono con la stessa velocità; dopo la Eurovox arriva la Eurokalor ad apparire sulle maglie rossoblù. Perso sia lo sponsor che il campo su cui disputare il campionato di Serie A la società venne costretta a rinunciare al campionato, iscrivendosi alla Serie C del Comitato Regionale Emiliano-Marchigiano, ma fu solo un palliativo. La stagione successiva la situazione non migliorò e la società venne costretta a sospendere temporaneamente l'attività sportiva. Trovato un altro sponsor (la Prinz Brau) dovette però spostarsi a Bazzano perché i campi bolognesi, malgrado il calendario sfalsato e scritto in modo da coincidere solo marginalmente con quelli FIGC regionali e provinciali, non erano più disponibili.
Il cambio di denominazione, i colori che già passati da rossoblù a biancoblù diventano granata-azzurro, e il trasferimento in provincia diedero alle ragazze bolognesi una nuova fisionomia. Non si lottava più per lo scudetto, si giocava in Serie B, ma soprattutto dal 1986 il calcio femminile diviene una sezione della F.I.G.C., i vantaggi acquisiti in passato vennero tutti annullati, ma finalmente si tornò a Bologna e alla denominazione originale di Bologna Calcio Femminile.
La retrocessione in Serie C fu quasi salutare; due anni in Serie B da protagoniste e lo spareggio vinto contro l'Arezzo proiettarono le rossoblu in Serie A grazie anche all'aiuto del nuovo sponsor Standa. Dal gruppo delle più giovani emersero l'esterno sinistro Cristina Cassanelli (esordio in nazionale EIRE-Italia 1-2 del 30 maggio 2007, qualificazioni al campionato europeo) e la centrocampista Daniela Tavalazzi (esordio in nazionale Italia-Francia 2-0 del 20 novembre 1993, campionati europei).
La perdita dello sponsor rese ancora una volta necessaria la scelta di lasciare la Serie A per iscriversi ai campionati regionali di Serie C, ma per due sole stagioni. Al secondo campionato ad alto livello in Serie B la squadra tornò in Serie A nella stagione 1998-1999.
Sono le ultime due stagioni consecutive disputate dal Bologna in Serie A. Negli anni successivi, a parte la parentesi della partecipazione alla Serie B 2004-2005, le felsinee, nel frattempo diventate A.S.D. Bologna Calcio Femminile, disputarono solamente campionati di Serie C, il massimo livello regionale. Tornarono in Serie B per la stagione 2015-2016, conclusa all'ultimo posto nel girone C e conseguente retrocessione in Serie C. Nella stagione successiva non si iscrissero ai campionati regionali, dedicandosi al solo settore giovanile.
La responsabilità di rappresentare la città con una squadra di rilevanza nazionale fu raccolta dalla società Bologna Football Club 1909 di Joey Saputo nel 2020, che però non ha ereditato anche i titoli rimasti invece all’ASD BCF.

## Palmarès
- Campionato italiano: 2

1968 UISP, 1969 UISP
- Campionato italiano di Serie B: 1

1997-1998

## Statistiche

### Partecipazione ai campionati
| Livello | Categoria | Partecipazioni | Debutto   | Ultima stagione | Totale |
| ------- | --------- | -------------- | --------- | --------------- | ------ |
| 1º      | Serie A   | 13             | 1970      | 1999-2000       | 13     |
| 2º      | Serie B   | 11             | 1984      | 2015-2016       | 12     |
| 3º      | Serie B   | 1              | 2004-2005 | 2004-2005       | 1      |